# Style luthé
En musique, le style luthé (également dit style brisé) désigne un style d'interprétation au clavecin, caractérisé par une texture arpégée irrégulière de l'écriture musicale, usité pendant la période baroque (XVIIe et XVIIIe siècles) en France et dans les pays étrangers où s'exerce son influence culturelle et artistique.
L'expression « style brisé » est introduite en 1928 par le musicologue Lionel de La Laurencie pour caractériser une certaine façon de toucher le luth, et ceci en une généralisation peut-être abusive. Les travaux musicologiques actuels évitent cette terminologie.
Au XVIIe siècle, en France, le luth est par excellence l'instrument de musique noble et raffiné. Il est extrêmement prisé par Louis XIV (qui jouait de la guitare, instrument au jeu comparable) ainsi que par les grands de la cour et de la noblesse : les clavecinistes s'efforcent donc d'imiter le rendu sonore du luth, instrument moins adapté à la polyphonie, et sur lequel les accords sont beaucoup plus égrainés ou arpégés que plaqués, comme le permet le clavecin.
L'influence a été considérable sur les clavecinistes français, notamment les Couperin, Jean-Henry d'Anglebert et Jacques Champion de Chambonnières, de même que sur Bach, par exemple dans le premier prélude du Clavier bien tempéré.

## Sources
- Peter Gammond et Denis Arnold (dir.) (trad. de l'anglais par Marie-Stella Pâris, Adaptation française par Alain Pâris), Dictionnaire encyclopédique de la musique : Université d'Oxford [« The New Oxford Companion to Music »], t. II : L à Z, Paris, Éditions Robert Laffont, coll. « Bouquins », 1991 (1re éd. 1988), 987 p. (ISBN 2-221-05655-8, OCLC 19339606, BNF 36632390), « Style brisé », p. 750
- Philippe Vendrix, « Brisé (style) » dans Marcelle Benoit (dir.), Dictionnaire de la musique en France aux XVIIe et XVIIIe siècles, Paris, Fayard, 1992, xvi-811 (ISBN 2-213-02824-9, OCLC 409538325, BNF 36660742), p. 90.